# Shopify
Shopify Inc. è una società canadese con sede a Ottawa, Ontario che sviluppa e commercializza l’omonima piattaforma di e-commerce, il sistema di punto vendita Shopify POS e strumenti di marketing dedicati alle imprese.
La piattaforma di ecommerce, basata sul modello SaaS, è disponibile anche in italiano e conta più di 1.7 milioni di negozi in 175 paesi che hanno generato vendite per oltre 277 miliardi di dollari.
Secondo W3Techs, Shopify è utilizzato dal 4,4% dei 10 milioni di siti web più importanti. Il volume totale della merce lorda ha superato i 197 miliardi di dollari per l'anno solare 2022. A luglio 2022, Shopify è tra le 20 maggiori società canadesi quotate in borsa per capitalizzazione di mercato.
La piattaforma di Shopify offre ai rivenditori online una suite di servizi tra cui pagamenti, spedizioni, strumenti di coinvolgimento dei clienti, strumenti integrati e soluzioni di terze parti per ottimizzare i negozi online.
L'azienda ha riferito che a dicembre 2022 la sua piattaforma era utilizzata da oltre 2 milioni di aziende in circa 175 Paesi, geograficamente distribuiti come segue: 55% Nord America, 25% Europa, Medio Oriente e Africa, 15% Asia Pacifico, Australia e Cina e 5% America Latina (Messico e Sud America).

## Storia
Shopify è stata fondata nel 2006 da Tobias Lütke, Daniel Weinand e Scott Lake nel tentativo di lanciare “Snowdevil”, un negozio online di attrezzature da snowboard. Lütke, programmatore informatico, si rese conto che le soluzioni di ecommerce disponibili allora non erano soddisfacenti e decise di costruire il suo negozio in autonomia, utilizzando il framework di programmazione open-source Ruby on Rails. Dopo due mesi di lavoro, Lütke lanciò Snowdevil.
Nel 2006 i tre lanciano la piattaforma Shopify per permettere ad altri imprenditori di vendere online senza necessità di programmazione. Lütke pubblicizzò il suo prodotto come “uno strumento per fare in 20 minuti quello che nel 2004 richiedeva due mesi.”
Nel giugno 2009 rilascia la piattaforma API (Application Programming Interface) al pubblico e annuncia la creazione dell’App Store per permettere agli sviluppatori indipendenti di creare applicazioni e temi per i negozi online Shopify.
Nell'aprile 2010 pubblica la sua app mobile gratuita sull'App Store di Apple e annuncia il primo round di finanziamenti di 7 milioni di dollari, a cui seguirono 15 milioni di dollari nell’ottobre 2011.
Nel 2013 lancia Shopify Payments, uno strumento che permette ai venditori di accettare pagamenti online con carte di credito senza gateway di elaborazione terzi. A dicembre, l’azienda annuncia un terzo round di finanziamenti di 100 milioni di dollari.
Nel 2014 l’azienda conta oltre 120.000 clienti in tutto il mondo.
Nel 2015 lancia un'offerta pubblica iniziale (IPO) alla Borsa di New York e alla Borsa di Toronto, rispettivamente con i simboli "SHOP" e "SH" e raccoglie oltre 131 milioni di dollari.
Nel 2017 presenta Shopify POS, un sistema di punto vendita che consente ai venditori di accettare pagamenti in negozio e sincronizzare le informazioni in tempo reale con la dashboard di Shopify.
Nello stesso anno acquista per 15 milioni di dollari Oberlo, società che sviluppa una delle app più popolari del suo store, per ampliare le funzionalità di dropshipping.
Dal 2018 è disponibile in lingua italiana.
Da luglio 2022, in seguito al licenziamento di 1000 dipendenti circa (pari al 10% del totale) l'azienda ha subito una perdita di 1,2 miliardi di dollari. Secondo le recenti statistiche di quote di mercato (estate 2022), il CMS WordPress ha una quota pari al 64,3% del totale, Shopify segue con il 6,2%. In ambito e-commerce, WooCommerce (plugin di WordPress) guida con il 29% del totale, a seguire Shopify con il 19%.

## Caratteristiche
Shopify consente la creazione di negozi e-commerce senza necessità di saper programmare. La piattaforma offre diversi piani in abbonamento a seconda delle varie esigenze.
Oltre alle caratteristiche di base, tra cui il caricamento semplificato di schede prodotto e la possibilità di accettare pagamenti online con carte, le funzionalità possono essere ampliate con le app disponibili sull’App Store.
Il design del negozio è personalizzabile scaricando temi gratuiti o a pagamento.
Shopify offre inoltre strumenti e iniziative gratuiti e dedicati agli imprenditori come webinar, corsi di formazione ed eventi di networking nelle principali città del mondo, gli Shopify Meetup.
Shopify vanta un vasto ecosistema di App (plug-ins disponibili nello Shopify App Store) che permettono ai gestori dei siti e-commerce di modificare, integrare e personalizzare i propri siti.
Da fine dicembre 2019 Shopify permette anche la creazione di siti web in multi-lingua attraverso una soluzione nativa. La soluzione è accessibile attraverso l'utilizzo di alcune app approvate, e prevede che le lingue aggiuntive siano mantenute all'interno dello URL primario, senza quindi la necessità di creare domini secondari.

## Versioni e piani tariffari di Shopify
Shopify  offre diverse versioni per rispondere alle esigenze di aziende di ogni dimensione. I principali piani disponibili sono: Basic Shopify, Grow Shopify, Advanced Shopify e Shopify Plus, ognuno con caratteristiche e costi differenti.
- Basic Shopify è pensato per chi avvia una piccola attività online, con un costo di circa 29 dollari al mese e tutte le funzionalità essenziali per gestire un negozio, inclusi sito web, blog, due account utente e prodotti illimitati. Le commissioni sulle transazioni partono dal 2,9% + 30 centesimi.

- Grow Shopify (79 dollari al mese) aggiunge report professionali, fino a cinque account utente e tariffe di spedizione scontate, con commissioni leggermente ridotte (2,6% + 30 centesimi).

- Advanced Shopify (299 dollari al mese) è adatto ad aziende in espansione e offre report personalizzati, fino a quindici account utente e tariffe di spedizione calcolate da terze parti, con commissioni sulle transazioni che scendono al 2,4% + 30 centesimi.

- Shopify Plus è la soluzione enterprise, dedicata alle grandi imprese o a chi necessita di funzionalità avanzate e scalabilità. Il prezzo parte generalmente da 2.000 dollari al mese e viene definito in base alle esigenze specifiche dell’azienda. Offre vantaggi esclusivi come la gestione di più negozi, accesso a API avanzate, strumenti di automazione (Shopify Flow), personalizzazione del checkout, integrazioni personalizzate con sistemi ERP e CRM, e supporto prioritario con account manager dedicato.

La scelta tra le versioni di Shopify dipende da fattori come il volume di vendite, la complessità del catalogo prodotti, le necessità di personalizzazione, le integrazioni richieste e il livello di supporto desiderato. Per aziende in forte crescita o con esigenze di personalizzazione avanzata, Shopify Plus rappresenta la scelta ideale, mentre per realtà più piccole o in fase di avvio, i piani standard offrono un buon equilibrio tra funzionalità e costi

## Clienti
Tra i maggiori clienti di Shopify a livello mondiale, si possono ricordare Tesla Motors, Budweiser, The New York Times, Kylie Cosmetics e The Economist.

## Critiche
Nel 2017, una campagna con l'hashtag #DeleteShopify ha invitato a boicottare Shopify per aver permesso a Breitbart News di ospitare un negozio sulla sua piattaforma. L'amministratore delegato di Shopify Tobias Lutke ha risposto alle critiche, affermando che "rifiutarsi di fare affari con il sito costituirebbe una violazione della libertà di parola".
Nell'ottobre 2017, il fondatore di Citron Research e venditore allo scoperto Andrew Left ha pubblicato un rapporto in cui sosteneva che Shopify stava sopravvalutando il numero di venditori che utilizzavano la piattaforma di e-commerce e la descriveva come uno schema di "arricchimento rapido" in violazione delle norme della Federal Trade Commission. Il giorno in cui è stato pubblicato il rapporto, il titolo è sceso di oltre l'11%. Left ha scritto un altro rapporto su Shopify nell'aprile 2019, affermando di ritenere che il prezzo delle azioni di Shopify sarebbe sceso del 50% nei successivi 12 mesi.